# Youssef Benali
Pour les articles homonymes, voir Benali.

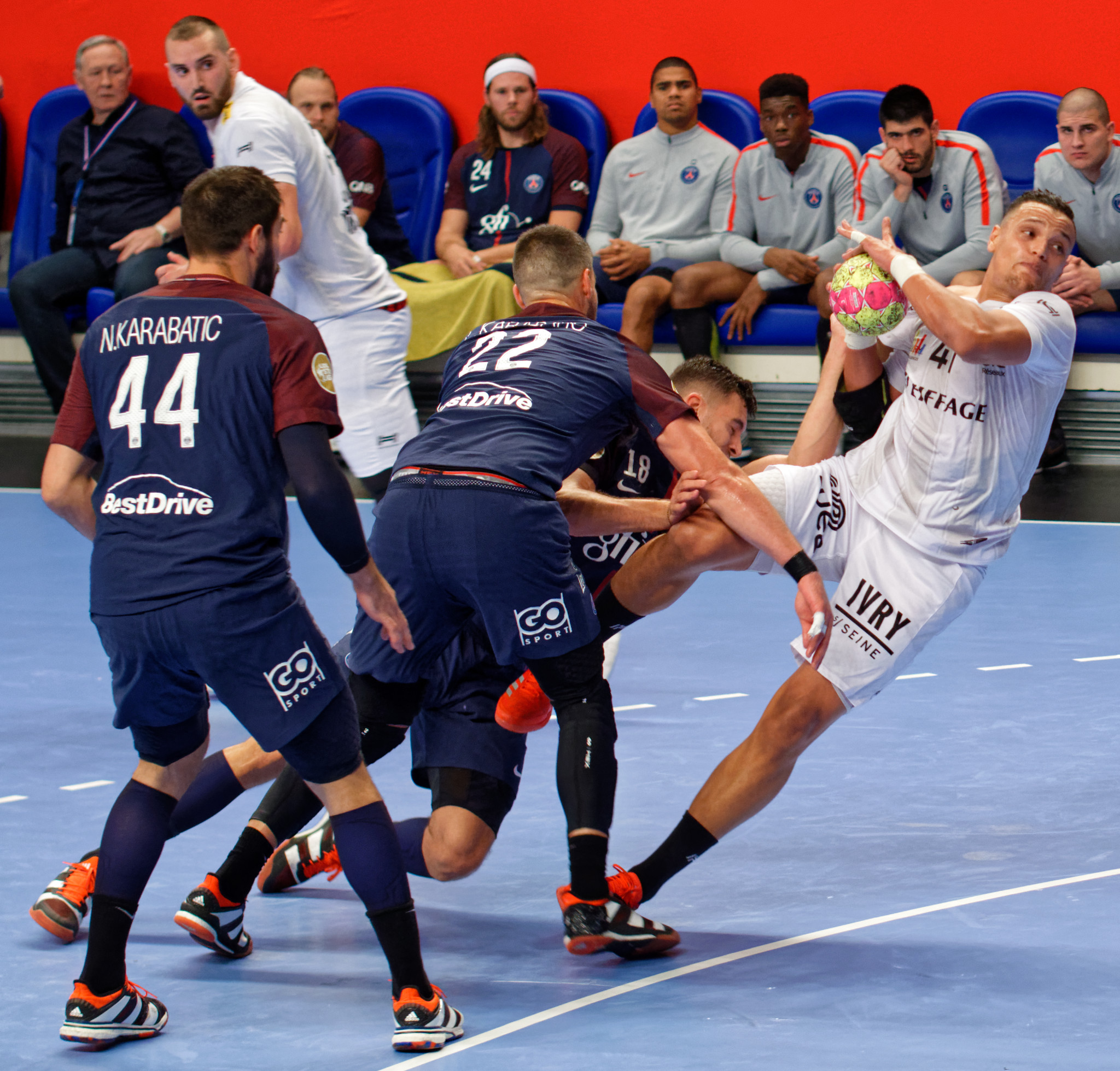
Benali s'extirpe de la défense du PSG pour tirer, le 14 septembre 2017.

Youssef Benali ou Youssef Ben Ali, né le 28 mai 1987, est un joueur de handball tunisien naturalisé qatarien. Il évolue pour l'équipe nationale du Qatar.
Il est notamment vice-champion du monde en 2015.

## Biographie
Formé à l'Espérance sportive de Tunis, il participe pendant cinq ans à tous les rassemblements avec l'équipe nationale tunisienne mais n'a jamais participé à une compétition officielle, le sélectionneur lui préférant un autre joueur derrière l'inamovible Issam Tej. En 2013, alors qu'il évolue au club qatari du Lekhwiya SC depuis 2012, il accepte alors de prendre la nationalité qatarienne et d'intégrer l'équipe nationale.
Il participe notamment au championnat du monde 2015 où le Qatar atteint la finale. Il participe ensuite au championnat du monde 2017 en France.
Après une saison passée dans son club formateur de l'Espérance sportive de Tunis, il rejoint en 2017 la France, tout d'abord à l'US Ivry puis le C' Chartres Métropole handball.
Au championnat du monde 2019, terminé à la 13e place, il est le meilleur buteur qatarien avec 46 buts (dont huit jets de sept mètres) en sept matchs, soit une moyenne de 6,6 buts par match.
En novembre 2021, il est prêté au FC Barcelone.
Il doit rejoindre pour l'exercice 2022-2023 le Pays d'Aix Université Club, son troisième club en France, après Ivry et Chartres.

## Palmarès

### Clubs
Compétitions internationales
- Vainqueur de la Ligue des champions masculine de l'EHF (1) : 2022

Compétitions nationales
- Vainqueur du championnat de Tunisie (4) : 2009, 2010, 2012, 2017
- Vainqueur du championnat du Qatar (1) : 2013
- Vainqueur du championnat de France de deuxième division (1) : 2019
- Vainqueur du Championnat d'Espagne (1) :  2022
- Vainqueur de la Coupe du Roi (1) : 2022
- Vainqueur de la Coupe ASOBAL (1) : 2022

### Sélection du Qatar
Championnats du monde
- Médaille d'argent au championnat du monde 2015 ( Qatar)
- 8e place au championnat du monde 2017 ( France)
- 13e place au championnat du monde 2019 ( Danemark/ Allemagne)

Championnats d'Asie
- Médaille d'or au championnat d'Asie 2018 ( Corée du Sud)
- Médaille d'or au championnat d'Asie 2022 ( Arabie saoudite)

Jeux asiatiques
- Médaille d'or aux Jeux asiatiques de 2014 (en)
- Médaille d'or aux Jeux asiatiques de 2018 (en)